# Esteban Villanueva
Esteban Villanueva (Nieva de Cameros, Castilla la Nueva, España, noviembre de 1753 - Buenos Aires, octubre de 1828) fue un comerciante y político español que tuvo destacada actuación en los últimos años del Virreinato del Río de la Plata, especialmente en ocasión de las Invasiones Inglesas a ese territorio, en los años 1806 y 1807.

## Biografía
Siendo joven se estableció en Cádiz junto a su hermano Plácido Villanueva, que pronto se convirtió en uno de los más importantes importadores desde la América Española.
La ciudad de Buenos Aires era una plaza comercial de creciente importancia, por lo que Esteban Villanueva se estableció en ella para establecer nuevos contactos comerciales alrededor de 1770. Poco después era dueño de una fábrica de cañones de bronce. En principio no se estableció permanentemente, sino que hizo varios viajes por México y de regreso a Cádiz. 
Volvió definitivamente al Virreinato del Río de la Plata en 1790, e hizo varios viajes por el interior del territorio del Virreinato. Fue varias veces miembro del cabildo de Buenos Aires, y considerado como uno de los comerciantes más importantes de la ciudad.
Al producirse la primera invasión inglesa, fue uno de los más firmes apoyos de Martín de Álzaga en la preparación de la Reconquista de Buenos Aires. Apoyó la organización de los cuerpos de milicias locales, como el de Montañeses; fue elegido alcalde de segundo voto para el año 1807 – el de primer voto era Álzaga – y votó la deposición del virrey Rafael de Sobremonte.
Financió el oneroso viaje de Juan Martín de Pueyrredón, enviado a España a informar de la Reconquista de Buenos Aires y a solicitar ayuda para organizar la defensa contra la esperada Segunda Invasión Inglesa. Fue un eficaz colaborador del nuevo virrey, Santiago de Liniers, y sobre todo de Álzaga en la organización militar de la ciudad.
Fue síndico del cabildo para el año 1808 y fue uno de los gestores de la Asonada de Álzaga – producida el primer día del año siguiente – que terminó en el fracaso y la prisión de sus promotores. Junto con Álzaga fue desterrado a Carmen de Patagones; ambos fueron rescatados por el gobernador de Montevideo, Francisco Javier de Elío. En respuesta, fuerzas regulares e irregulares, partidarias de Liniers, saquearon su casa y sus depósitos comerciales en busca de supuestos tesoros escondidos, llevándose una enorme cantidad de dinero y mercancías. Su hermano Plácido inició en España un juicio, reclamando la restitución de lo robado, y obtuvo un fallo a su favor.
Regresó a Buenos Aires poco después de que asumiera el nuevo virrey, Baltasar Hidalgo de Cisneros. La noticia de la sentencia a su favor llegó aproximadamente al mismo tiempo que la noticia de la caída de Andalucía en manos de las tropas de Napoleón Bonaparte, que inició el proceso de la Revolución de Mayo.
Fue invitado al cabildo abierto del 22 de mayo, pero ni siquiera intentó llegar al edificio del cabildo. De todos modos, la entrada en la Plaza de la Victoria – camino al cabildo – le hubiera sido impedido por los "chisperos", fuerza de choque dirigida por Domingo French y Antonio Beruti, que dominaban las entradas de la misma.
La Primera Junta lo persiguió como a un enemigo: lo obligó a abonar cuantiosas "contribuciones voluntarias" y en el mes de agosto lo confinó – junto con su amigo Álzaga – en la Guardia de Salto.
En los dos años siguientes se distanció de Álzaga, de modo que no participó en la conspiración – que distintos autores creen que fue inventada por el Primer Triunvirato – del año 1812, que le costó la vida a Álzaga y varias decenas de allegados. Derrocado el Triunvirato, fue elegidor de los diputados por Buenos Aires a la Asamblea del Año XIII. Su última aparición pública fue en 1815 – poco después de la caída de Alvear – en que reclamó al nuevo gobierno por una contribución que se le había aplicado por ser español. Fue arrestado durante varios días por hacer ese reclamo.
No volvió a ejercer acto público alguno y se dedicó al comercio minorista hasta su fallecimiento, ocurrido en 1828. Sus sucesores continuaron reclamando las deudas que el gobierno había contraído con él y una indemnización por el robo de 1809 hasta el año 1871, en que un tribunal falló definitivamente en su contra.
En 1808 le fue impuesto su nombre a una calle de Buenos Aires. La nomenclatura de 1808 honraba a quienes se destacaran en las jornadas de las Invasiones Inglesas, y permaneció vigente hasta 1822.